# François de Brunswick-Wolfenbüttel
François de Brunswick-Wolfenbüttel (né en 1492 - † 25 novembre 1529 à Wolfenbüttel) fut sous le nom de François Ier évêque élu de Minden de 1508 jusqu'en 1529.

## Biographie
François  né en 1492 est le second des fils du duc Henri Ier de Brunswick-Wolfenbüttel (1463-1514) et de Catherine de Poméranie (1465-1526), fille du duc Éric II de Poméranie.
À l'âge de seize ans en mai 1508, François est élu Prince-évêque de Minden il est confirmé le 14 juillet de la même année ett réside dans la cité à partir de 1511. Sa jeunesse ses mœurs dissipés, caractérisés par la violence, la consommation excessive d'alcool, une vie de débauche et un recours à l'endettement ainsi que les querelles au sein de la maison de Brunswick altèrent rapidement sa popularité.  Cet état de choses est encore aggravé par les dommages que subit la cité du fait de ses mauvaises décisions politiques. Notamment lorsqu'il soutient dans le diocèse de Hildesheim la querelle qui éclate entre des chevaliers rebelles et le  prince-évêque de  Hildesheim 
C'est à l'époque de l'épiscopat de François de Brunswick que, la Réforme protestante atteint la principauté ecclésiastique et la ville de Minden. Le mouvement est favorisé par l'inconduite du prélat .  
Ce n'est toutefois que pendant l'interrègne dans la fonction épiscopale qui suit la mort de l'évêque survenue le 25 novembre 1529 à Wolfenbüttel que le réformateur Nicolas Krage peut vraiment développer ses prêches 

## Sources
- (de) Cet article est partiellement ou en totalité issu de l’article de Wikipédia en allemand intitulé « Franz von Braunschweig-Wolfenbüttel » (voir la liste des auteurs)..
- (en) catholic-hierarchy.org: Father Franz von Braunschweig-Lüneburg